# Gus Glouton
Gus Glouton (Gus Goose) est un personnage de fiction de l'univers des canards créé par les studios Disney. Cousin « à la mode de Bretagne » de Donald Duck, ce jars apparaît pour la première fois en 1938 dans des strips quotidiens de 3-4 pages scénarisés par Bob Karp et dessinés par Al Taliaferro dont le premier gag se nomme Sans façons (Just In Time For Dinner). Il commence sa carrière télévisuelle dans un court-métrage de 19 mai 1939, Le Cousin de Donald (Donald's Cousin Gus). 

## Histoire
Dans les premières histoires où il apparaît, Gus est montré comme un personnage très gourmand et aussi opportuniste. En effet, dans les premiers strips quotidiens, il rapplique chez Donald, occupe l'espace et dévore toute sa réserve de nourriture. Il quitte ensuite le domicile de Donald dans l'histoire Joyeuse surprise (New Fields to Conquer) toujours de Bob Karp et Al Taliaferro, le 24 mai 1938 pour participer à un concours de nourriture se déroulant de l'autre bout du pays. Étant un gros mangeur, il a toutes les chances de l'emporter.
Par la suite, il sera l'assistant de Grand-Mère Donald à la ferme. Même s'il y avait déjà eu des histoires où il était fermier, la première fois qu'on le voit travailler dans la ferme de Grand Mère Donald est dans une histoire de Carl Barks, Vacances à la ferme (Donald's Grandma Duck) le 13 juin 1950. Il est chargé de l'aider à faire des travaux, mais on se demande si ce ne serait pas plutôt Grand-Mère Donald qui doit s'occuper de Gus en plus de tous les travaux de la ferme. En effet, ce gros fainéant n'a que deux préoccupations dans la vie : dormir et manger. Ne s'occupant que de lui-même, il cherche à travailler le moins possible afin de mieux dormir. 

## Sa famille
Gus Glouton est le fils de Fanny Écoutum et Luc Glouton comme indiqué dans l'arbre généalogique établi par Don Rosa. Fanny Écoutum est la nièce de Grand-Mère Donald qui fait de Gus Glouton le cousin éloigné de Donald. Le nom de Fanny Écoutum est mentionné pour la première fois en même temps que l'apparition de son fils dans l'histoire Sans façons (Just In Time For Dinner). En effet, elle envoie une lettre à son neveux pour le prévenir que son fils vient lui rendre visite.
Il possède également un neveu du nom de "Pepper" qui apparaît pour la première fois dans l'histoire Ciccio e il nipotino terribile de Carlo Panaro et Giorgio Di Vita, publiée pour la première fois le 15 octobre 1996 et est inédite en France.
Gus est aussi doté d'une copine du nom de Cissy Swann, qui apparaît pour la première fois en 2006 dans l'histoire Lazy Luck de Michael T. Gilbert et Miguel Fernandez Martinez. Cette histoire est inédite en France.

## Apparition

### Bandes dessinées
Depuis 1938, Gus est apparu dans environ 2500 histoires d'après le site INDUCKS recensé en 2020. Il y a environ 560 histoires répertoriées en France.
Même si sa première apparition en bandes dessinées date du 9 mai 1938, on peut observer dans une des histoires quotidiennes de Homer Brightman et Al Taliaferro datant du 6 avril 1938, Patience et longueur de temps (Right the First Time), un cadre avec le portrait d'un jar ressemblant étrangement à Gus. En sachant que le personnage était en cours d'élaboration depuis 1937, il pouvait s'agir de l'annonce de sa potentielle apparition.
En général, Gus Glouton reste dans les bandes dessinées, un personnage très secondaire. Mais il y a une histoire où il est l'un des personnages principaux. Il s'agit de Une planète de rêve ! (On the dream planet) de Carl Barks et publiée le 9 juillet 1959. Dans cette histoire, Gus a rêvé de sa planète idéale. Géo Trouvetou lui propose d'y faire un tour avec sa fusée. Ils y découvrent une planète habitée par des personnes qui sont tout aussi paresseuses que Gus. Géo frustré, va vouloir leur faire découvrir des outils, ce qui va donner aux habitants l'envie de vouloir inventer plein d'autres éléments, provoquant l’accélération du développement de la planète. L'ennui, c'est que Gus ne retrouve plus son idéal.  
Dans l'histoire de Don Rosa Naître ou ne pas naître (The Duck Who Never Was), il est montré que si Donald n'avait jamais existé, Gus serait devenu l'assistant numéro 1 de Balthazar Picsou. Résultat, Picsou est ruiné et Gus finit chômeur, pauvre et maigre.
Gus devient un héros du nom de Iron Gus (Iron Ciccius) et intègre les Ultrahéros dans l'histoire Les ultrahéros : Prologue ,.

### Dessins animés
Gus a connu un début dans l'animation très mouvementé. En effet, sa carrière commence avec deux projets avortés. Le premier se nomme Interior Decorator et devait mettre en scène Donald et Gus en train de rénover une maison. Ce projet devait sortir en mai 1939. Néanmoins, on peut retrouver quelques storyboards signés Carl Barks représentant quelques gags de ce court métrage. Dans un des gags, Gus avale de la peinture comme si c'était de la soupe et dans un autre il engloutit le pendule d'une horloge montrant déjà l'aspect glouton du personnage. 
Le deuxième projet devait se nommer Lost Prospectors avec toujours Donald et Gus en vedettes dans les rôles de chercheurs d'or.
Finalement, Gus arrive à avoir sa place au cinéma avec le court métrage Le Cousin de Donald.

#### Filmographie
- 1939 : Le Cousin de Donald (Donald's Cousin Gus)
- 1983 : Le Noël de Mickey (Mickey's Christmas Carol) (caméo)[23]
- 1988 : Qui veut la peau de Roger Rabbit (Who Framed Roger Rabbit) (caméo)
- 1999 : Mickey Mania (Mickey Mouse Works) (seulement mentionné)[23] (série télévisée)
- 2001 : Disney's tous en boîte (Disney's House of Mouse)[23] (série télévisée)
- 2011-2016 : La Boutique de Minnie (Minnie's Bow-Toons)[23] (série télévisée)
- 2013-2019 : Mickey Mouse[23] (série télévisée)